# 道路工事シリーズ
道路工事シリーズ（どうろこうじシリーズ）はパチンコ機のシリーズで、1990年5月に発売した「道路工事」では道路工事Ⅰと道路工事GPの、2003年9月に発売したリメイク版の「新道路工事」ではCR新道路工事SPと新道路工事DXの各2機種がある。

## 概要
以下は1990年5月に発売した道路工事について解説する。
貯留型の羽根モノタイプ。シリーズには風営法改正以前の「Ⅰ」と、風営法改正に対応した「GP」の2機種がある。「Ⅰ」は大当たりラウンドの最高継続回数が8ラウンドだったが、風営法改正に対応した「GP」は15ラウンドと最高継続回数が増えた。その代わり通常時のV入賞が困難になった。
大当たりラウンド中、役物中央上段のステージと、下段のプレスマシンに内蔵したマグネットの磁力で貯留する、二段階貯留が大きな特徴である。
役物にマグネットを使用している他のSANKYOのパチンコ機は、ラウンドUFO(1992年)、たこ焼き八ちゃん(2001年)などが存在する。
大同(現:ビスティ)から『道路工事』が同時発表されている。
2003年にはリメイク版として、液晶が搭載された新道路工事(2003年)が販売された。

## スペック
- 道路工事Ⅰ
  - 賞球数 ALL13
  - 大当たり最高継続 8R
  - 最大貯留 3個(6カウント)
- 道路工事GP
  - 賞球数 6&13
  - 大当たり最高継続 15R
  - 最大貯留 3個(6カウント)

## 演出
中央役物の内部は上下2段に分かれており、上段のくぼみに誘導された玉が下段に落下した際、中央のVゾーンに直進すれば大当たりとなる。
羽根が開閉する際、中央のキャラクターが腕を上下させることで玉の軌道に変化をつける。
大当たり中は最大３個まで貯留を行う。キャラクターが前進することで軌道を塞ぎ、上段のステージで貯留する。ハズレ3カウント後または羽根開閉11回後にキャラクターが後退し、貯留された玉が下段に移動する。移動した玉はキャラクターの持つプレスマシンに磁力で付着し貯留状態となる。そしてその後のハズレ3カウント後または羽根開閉11回後に解放され、高確率でV入賞する。
台によっては磁力が弱かったものがあり、その場合は貯留されずすぐにV入賞してしまい出玉が少なくなってしまうケースが頻発した。
磁力の弱い台を打つと玉を貯留するどころか、Vゾーンへ直行。結果、出玉が少なくなってしまう—『懐かしい日本のパチンコ台 もう一度打ちたい名機102読本』p24

## サウンドトラック
- 『ザ・パチンコ・ミュージック・フロム・三共 Ⅱ』キングレコード、1991年3月21日。KICA-1027。
  - プラスミックス『道路工事 VS. うちのポチ』としてBGMが収録されている。
- 『ザ・パチンコ・ミュージックフロム三共 Ⅲ』 キングレコード、1998年8月21日。KICA-1216。
  - BGMが収録されている。